# Versare

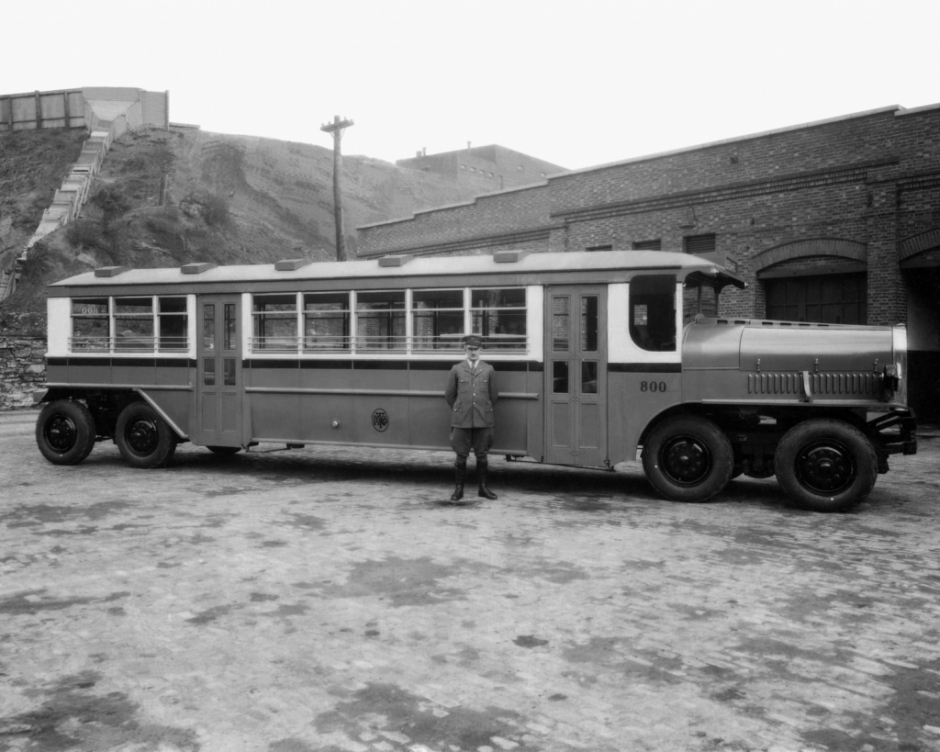
Bus der Marke Versare

Versare war eine US-amerikanische Marke für Nutzfahrzeuge.

## Markengeschichte
Die Versare Corporation hatte ihren Sitz in Albany im Bundesstaat New York und ein Werk in Watervliet im gleichen County. Präsident war Frederick Pruyn, Vizepräsident Oliver S. Warhus und Schatzmeister Randall MacDonald. Die Marke wurde 1925 eingeführt. Angeboten wurden Omnibusse, Oberleitungsbusse und Lastkraftwagen.
1928 kaufte die Cincinnati Car Company aus Cincinnati in Ohio das Unternehmen auf. Die Busse wurden weiterhin als Versare angeboten, die Oberleitungsbusse dagegen als Cincinnati. 1931 endete die Produktion.
Insgesamt entstanden etwa 100 Busse, 40 Oberleitungsbusse und mindestens ein Lkw.

## Fahrzeuge
Das erste Fahrzeug von 1925 war ein gigantischer Bus mit vier paarweise angeordneten Achsen. Jedes Paar hatte einen eigenen Fahrschemel. Pro Schemel war eine Achse angetrieben. Der Bus fuhr benzinelektrisch; den Strom für die Elektromotoren lieferte ein Buda-Vierzylindermotor unter der konventionellen Motorhaube. Motor und Fahrschemel ließen sich für Reparaturen und Austausch einfach demontieren. Die Karosserie bestand aus Sektionen, die verschweißt waren. Der Aufbau hatte Alugussträger und Aluminiumbeplankung. Beabsichtigt war, mit diesem Fahrzeug eine Alternative zu schienengebundenen Straßenbahnen und Triebwagen zu schaffen. Es entstand eine kleine Serie von mindestens 5 Exemplaren (einschließlich Prototyp).
1927 hatten die Fahrzeuge drei Achsen, davon waren zwei im hinteren Fahrschemel. Zwei Achsen wurden angetrieben. Der Ottomotor war im Heck eingebaut. Außerdem gab es zwei Elektromotoren. Der Einstieg für die Fahrgäste war vor der Vorderachse.
1930 wurde zu Testzwecken ein weiterer Lkw hergestellt. Er hatte den gleichen Buda-Motor wie die ersten Fahrzeuge. Die Nutzlast betrug 20 Tonnen.

## Verwendung
Versare-Busse wurden in Albany, Boston, Cleveland, Montreal, New York City und Salt Lake City eingesetzt. Eine andere Quelle nennt zusätzlich Lynchburg, wobei unklar bleibt, welches Lynchburg gemeint ist.